# 长老乡
长老乡，是中华人民共和国广西壮族自治区河池市金城江区下辖的一个乡镇级行政单位。

## 行政区划
长老乡下辖以下地区：
长老社区、地肖村、那维村、尧迈村、六角村、拉谐村、板庆村、化板村、隘口村、平村和金洞村。